# Diana divaga
«Diana Divaga» es el primer sencillo del grupo de rock argentino Los Abuelos de la Nada, lanzado en el año 1968 por el sello discográfico multinacional CBS Discos. Fue el único sencillo hecho con Miguel Abuelo en ese período con Los Abuelos de la Nada antes de su distanciamiento que, a la vez, fue el primero perteneciente al repertorio del grupo.

## Historia
La historia de Los Abuelos comienza cuando un joven llamado Miguel Abuelo se las ingenia para convencer a un productor de que tenía una banda. Resultó ser muy convincente al mencionar el extraño nombre de Los Abuelos de la Nada, ya que el productor le dio fecha para grabar. Si bien esa banda no existía, Miguel y su amigo el poeta Pipo Lernoud se las ingeniaron para reclutar músicos, reuniendo al baterista Héctor "Pomo" Lorenzo con los hermanos Alberto "Abuelo" Lara y Miki Lara (bajo y guitarra), a quienes se sumaría más tarde el tecladista Eduardo "Mayoneso" Fanacoa. Además, contaron con dos guitarristas que luego serían fundamentales en la historia del rock argentino: Pappo y Claudio Gabis.

### Interpretación
La canción que da título al sencillo era una obra sofisticada que se distanciaba de los convencionalismos de la música pop que se producía en Argentina en la época. A lo largo de cuatro minutos (duración que excedía los tres minutos "reglamentarios" exigidos por las radios para difundir música), se alternaban climas de estética psicodélica con arreglos clásicos de violonchelo y efectos sonoros de truenos, explosiones y campanas. Por su parte "Tema en Flu sobre el Planeta", lado B del disco, no era menos interesante ni original que "Diana Divaga", ya que su letra constituye un punto inicial en el desarrollo de la poética de Miguel Abuelo

### Lanzamiento
Con la intención de lograr más difusión radial, la discográfica lanzó el sencillo "Diana Divaga" acortando su duración original a tres minutos. La noticia, obviamente no agradó a los músicos.
"Diana Divaga" es considerado por muchos el primer sencillo progresivo del rock argentino.[cita requerida]

## Lista de canciones
| Lado A |                |                              |          |  |
| N.º    | Título         | Escritor(es)                 | Duración |  |
| 1.     | «Diana Divaga» | Miguel Abuelo - Pipo Lernoud | 2:57     |  |

| Lado B |                                |                              |          |  |
| N.º    | Título                         | Escritor(es)                 | Duración |  |
| 1.     | «Tema en Flu sobre el Planeta» | Miguel Abuelo - Pipo Lernoud | 2:16     |  |
| 5:13   |                                |                              |          |  |

## Créditos
- Miguel "Abuelo" Peralta: Voz
- Norberto "Pappo" Napolitano: Guitarra líder en "Tema en flu sobre el Planeta"
- Miki Lara: Guitarra rítmica
- Alberto "Carozo" Lara: Bajo
- Eduardo "Mayoneso" Fanacoa: Órgano
- Héctor "Pomo" Lorenzo: Batería

Invitados
- Claudio Gabis: Guitarra líder en "Diana Divaga"
- Javier Martínez: Batería en "Tema en Flu sobre el Planeta"
- Ernesto Zimberlín: Violonchelo en "Diana Divaga"